# Ann Vielhaben

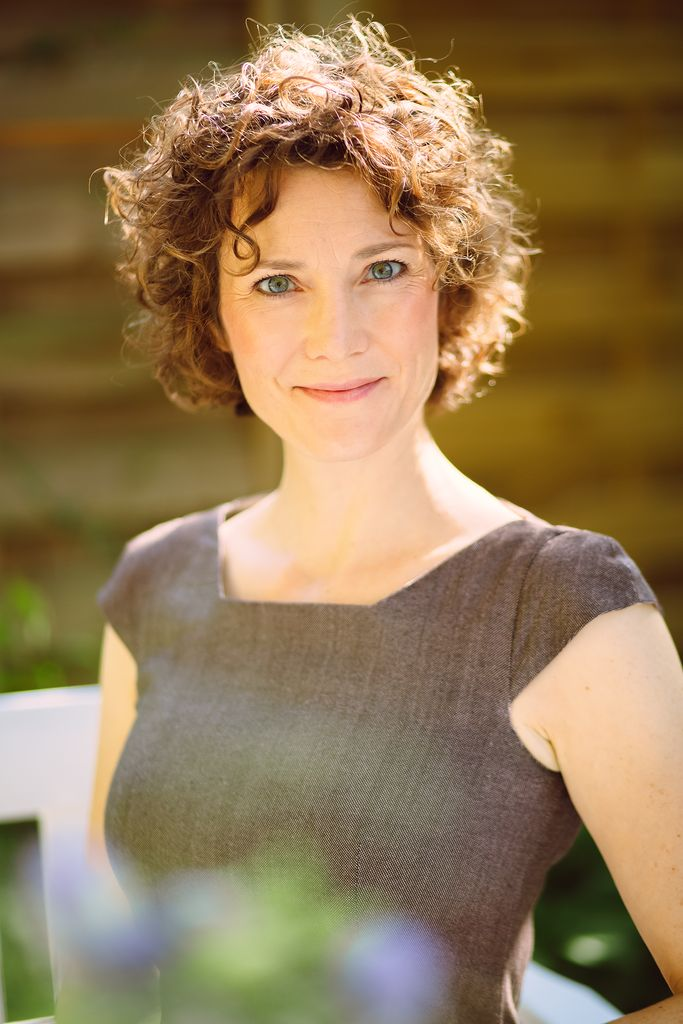
Ann Vielhaben (2020)

Ann Vielhaben (* 20. Februar 1975 in Hamburg) ist eine deutsche Synchronsprecherin, Schauspielerin sowie Hörspiel- und Hörbuchsprecherin.

## Werdegang
Ann Vielhaben wuchs in ihrer Geburtsstadt Hamburg auf und studierte zunächst von 1994 bis 1997 Historische Musikwissenschaften und Phonetik an der Universität Hamburg. Im Jahr 1997 wechselte sie für ein privates Schauspielstudium ans Hamburger Schauspiel-Studio Frese, welches sie im Jahr 2000 mit der Bühnenreife abschloss. Bereits ab 1998, parallel zum Studium, hatte sie erste Bühnenrollen, so am Altonaer Theater, den Hamburger Kammerspielen, dem Theater Paderborn – Westfälische Kammerspiele und dem Schlosstheater Celle. Im Jahr 1999 war sie in der Rolle der Nora in einer von Arte und dem NDR koproduzierten Ibsen-Verfilmung von Jan Peter Gehrckens zu sehen. Der Film wurde auf dem Norddeutschen und dem Stockholmer Filmfestival gezeigt. Im gleichen Jahr moderierte sie die Silvestergala in der Musikhalle Hamburg. In der Redaktion von Radio NRJ Hamburg sprach sie im Jahr 2004 die Nachrichten.
2001 zog sie nach Berlin für ein Studium der Betriebswirtschaftslehre mit dem Schwerpunkt Marketing an der Verwaltungs- und Wirtschaftsakademie Berlin, das sie 2006 abschloss. Ihre Diplomarbeit behandelte das Thema Globales Kultursponsoring in Zusammenarbeit mit den DaimlerChrysler Financial Services.

## Werk
Vielhaben hatte eine ihrer ersten großen Synchronrollen in der 2002 auf Deutsch erschienenen japanischen Krimi-Serie Detektiv Conan, dort synchronisierte sie in der ersten Episode Aiko. Auch für den im Jahr 2018 erschienenen Film zur Serie Episode ONE – Der geschrumpfte Meisterdetektiv, der den Anfang der Serie neu erzählt, wurde Ann Vielhaben als Aiko besetzt.
Nach der Arbeit an Detektiv Conan wurde sie ebenfalls im Jahr 2002 als Son-Goku (Kind) für die Serie Dr. Slump gecastet und übernahm in den Folgen 56 bis 59 den Sprecherpart von Corinna Dorenkamp. In dieser Rolle war sie auch in den 2004 auf Deutsch veröffentlichten Dragon-Ball-Filmen Die Legende von Shenlong, Das Schloss der Dämonen und Son-Gokus erstes Turnier zu hören. Es folgten kleinere Rollen in weiteren Animes, so lieh sie beispielsweise Kanae Ôtori in Utena, Yumiko Nakagawa im Magical-Girl-Anime Pretty Cure und Maria Magdalena in Chrono Crusade ihre Stimme. 2004 synchronisierte sie Zoe Ayamoto in der Kinderserie Digimon Frontier. Wenige Jahre später vertonte sie die Hauptrolle Clare in dem Dark-Fantasy-Anime Claymore – Schwert der Rache. Ann Vielhaben ist auch für die Synchronisation der Sumeragi aus Gundam 00 und Kiyoko aus Gilgamesh bekannt. Seit 2004 spricht sie zudem Tecna, die Fee der Technologie, in der Nickelodeon-Serie Winx Club. Sie gab 2008 Tecna ebenfalls im Kinofilm Winx Club – Das Geheimnis des Verlorenen Königreichs ihre Synchronstimme.
2006 übernahm Vielhaben in der Komödie Mitarbeiter des Monats die Rolle der Amy, gespielt von der US-amerikanischen Schauspielerin Jessica Simpson, und sie wirkte 2007 im dritten Teil von Shrek als Dornröschen mit. In Barbie Mariposa synchronisierte Vielhaben 2008 die gleichnamige Heldin Mariposa.
Ann Vielhaben ist ferner die deutsche Stimme der US-Schauspielerin Deborah Ann Woll, von Beau Garrett und von Kim Kardashian in Keeping Up with the Kardashians. Über die Jahre sind viele Serienhauptrollen hinzugekommen, u. a. Karen Page (Deborah Ann Woll) aus den Marvel-Verfilmungen Punisher und Defenders.
Neben ihrer Tätigkeit als Sprecherin ist sie im Berliner Unternehmen Mixwerk tätig. Dort produziert sie und arbeitet als Dialogbuchautorin, Regisseurin und Sprecherin. Außerdem hat sie ihr eigenes Tonstudio in Charlottenburg-Westend.
Ann Vielhaben ist auch bekannt als Hörbuchsprecherin; sie hat bis 2024 über 130 Hörbücher für diverse große Verlage eingelesen, so für Hörbuch Hamburg, Der Audio Verlag, Lübbe Audio und Random House Audio. Darunter finden sich die Fantasy-Reihen um das Reich der sieben Höfe von Sarah J. Maas und Das Buch der gelöschten Wörter von Mary E. Garner.

## Auszeichnungen
2018 gewann Ann Vielhaben mit dem Hörbuch Das Reich der Sieben Höfe – Sterne und Schwerter von Sarah J. Maas den LovelyBooks Leserpreis in Silber in der Kategorie Bestes Hörbuch.

## Hörbuch (Auswahl)
- 2013: Charlaine Harris: True Blood 1: Vorübergehend tot (Audible)
- 2014: Charlaine Harris: True Blood 2: Untot in Dallas (Audible)
- 2017: Sarah J. Maas: Das Reich der sieben Höfe – Dornen und Rosen. Band 1. Der Audio Verlag, ISBN 978-3-86231-986-2.
- 2017: Sarah J. Maas: Das Reich der sieben Höfe – Flammen und Finsternis. Band 2. Der Audio Verlag, ISBN 978-3-7424-0201-1.
- 2018: Sarah J. Maas: Das Reich der sieben Höfe – Sterne und Schwerter. Band 3. Der Audio Verlag, ISBN 978-3-7424-0384-1.
- 2018: Elly Blake: Vom Eis berührt. Fire & Frost 1. Hörbuch Hamburg.
- 2019: Deborah Harkness: Bis ans Ende der Ewigkeit, Random House Audio, ISBN 978-3-8371-4664-6.
- 2019: Sarah J. Maas: Das Reich der sieben Höfe – Frost und Mondlicht. Band 4. Der Audio Verlag, ISBN 978-3-7424-0934-8.
- 2020: Sarah J. Maas: Celaenas Geschichte, Hörbuch Hamburg, ISBN 978-3-8449-2468-8 (Throne Of Glass Reihe, Prequel-Novellen)
- 2021: Marah Woolf: Sister of the Night – Von Ringen und Blut. Hexenschwesternsaga 3. Audible Studios.
- 2021: Mary E. Garner: Das Buch der gelöschten Wörter. Band 1: Der erste Federstrich. Lübbe Audio, ISBN 978-3-8387-9859-2.
- 2021: Mary E. Garner: Das Buch der gelöschten Wörter. Band 2: Zwischen den Seiten. Lübbe Audio, ISBN 978-3-8387-9860-8.
- 2021: Mary E. Garner: Das Buch der gelöschten Wörter. Band 3: Die letzten Zeilen. Lübbe Audio, ISBN 978-3-8387-9861-5.
- 2021: Sarah J. Maas: Das Reich der sieben Höfe – Silbernes Feuer. Band 5. Der Audio Verlag, ISBN 978-3-7424-2075-6.
- 2021: Jennifer Saint: Ich, Ariadne. avm – Audio Verlag München, ISBN 978-3-7484-0293-0.
- 2022: Ursula K. Le Guin: Grenzwelten (gemeinsam mit Oliver Siebeck & Gabriele Blum), Hörbuch Hamburg/BookBeat, ISBN 978-3-8449-2988-1.
- 2023: Dorothea Stiller: Mörderisches Somerset – Der tote Professor. Lübbe Audio, ISBN 978-3-7540-0734-1.
- 2023: Melissa Blair: Broken Blade – Die Klinge des Könings. Penguin Random House Audio, ISBN 978-3-8371-6482-4.
- 2024: Rose Snow: Das erste Buch des Wandels, Hörbuch Hamburg & Audible, ISBN 978-3-8449-3858-6
- 2025: Dorothea Stiller: Das Geheimnis um Avalon, Lübbe Audio, ISBN 978-3-7540-1315-1 (Somerset-Cosy-Krimi – Folge 7)

## Hörspiel (Auswahl)
- 2007: Richard Diamond – Folgen 3 und 4, Rolle: Vivian. Lübbe Audio, ISBN 978-3-7857-3477-3.
- 2012: Moldin der Zauberlehrling, Rolle: Grimmling. Folge 1.
- 2016: Waringham-Saga – Das Lächeln der Fortuna, Rolle: Constance. Audible Originals.
- 2016: Alien – In den Schatten, Rolle: Dr. Sneddon. Audible Originals.
- 2019: Winx Club: Das Geheimnis des Ozeans, Rolle: Tecna. Universum Kids.
- 2020: Bauer Hubert und das Geheimnis der Stromkuh, Rolle: Paula. Fachagentur Nachwachsende Rohstoffe e. V. (FNR).
- 2020: Imperator II, Rolle: Paola Conti. Audible Originals.
- 2021: Was ist was Junior. Die spannende Welt der Insekten, Rolle: Mutter. Tessloff Verlag (Universal Music).
- 2022: Harper Green, Rolle: Harper Green. Audible Originals.
- 2022: Hui Buh: Die blauen Büffel, Rolle: Brachipelma Blaubart. Europa Hörspiele.
- 2022: Kommissar Tacheles, Rolle: Lena Schröder. Hermann Media.
- 2022: House 10: Verwirrungen, Rolle: Paige. Hermann Media.
- 2022: Margaret Rutherford: Mumientanz um Mitternacht, Rolle: Lucy Eastly. Hermann Media.
- 2023: House 10: Angst, Rolle: Paige. Hermann Media.

## Synchronrollen (Auswahl)
Deborah Ann Woll
- 2009: Emergency Room – Die Notaufnahme als Aurora Quill
- 2008–2014: True Blood als Jessica Hamby
- 2015–2018: Marvel’s Daredevil als Karen Page
- 2017: Marvel’s The Defenders als Karen Page
- 2017–2019: Marvel’s The Punisher als Karen Page
- 2019: Escape Room als Amanda Harper
- 2021: Escape Room 2: No Way Out als Amanda Harper
- 2021: Ida Red als Jeanie Walker

Beau Garrett
- 2005: Criminal Minds als Gina LaSalle
- 2007–2012: Chuck: als Kultführerin
- 2011: Criminal Minds: Team Red als Gina LaSalle
- 2020–2023: Immer für dich da als Cloud

Masako Nozawa
- 1997–1999: Dr. Slump [Synchro (2002)] als Son-Goku (Kind)
- 2004: Dragon Ball – The Movie: Die Legende von Shenlong als Son-Goku (Kind)
- 2004: Dragon Ball – The Movie: Das Schloss der Dämonen als Son-Goku (Kind)
- 2004: Dragon Ball – The Movie: Son-Gokus erstes Turnier als Son-Goku (Kind)

Stephanie Lemelin
- 2001–2003: American Campus – Reif für die Uni? als Tara
- 2008: Kung Fu Panda als Mei Ling
- 2008: Das Geheimnis der furiosen Fünf als Mei Ling
- 2023: Navy CIS: L.A. als Mary Smith

Jill Wagner
- 2005–2017: Bones – Die Knochenjägerin als Holly Markwell
- 2023: Special Ops: Lioness als Bobby

Kelly Macdonald
- 2009: Mord in Louisiana als Kelly Drummond
- 2009: Choke – Der Simulant als Paige Marshall

Miyuki Sawashiro
- 2013: Hunter x Hunter: Phantom Rouge als Kurapika
- 2013: Hunter x Hunter: The Last Mission als Kurapika

### Filme
- 2000: Oh! My Goddess: Der Film – Yuka Imai als Chihiro Fujimi
- 2004: Dragon Ball Z Special: Son-Gokus Vater – Das Bardock Special – Yuuko Mita als Selypa
- 2006: Dor – Liebe deinen Nächsten – Gul Panag als Zeenat Fatima
- 2007: Cycles – Julie Judd als Eloise
- 2007: Shrek der Dritte – Cheri Oteri als Dornröschen
- 2008: Leg dich nicht mit Zohan an – Donna Feldman als Michal
- 2008: Der Prinz & ich – Königliche Flitterwochen – Kam Heskin als Paige Morgan
- 2008: Das ganze Leben liegt vor Dir – Serena Silvani als Sabrina
- 2008: The Chaser – Woo-Jeong Oh als Sung-Hee
- 2008: Extreme Beat – Patricia Lana als Mary
- 2009: Into the Blue 2 – Das goldene Riff – Audrina Patridge als Kelsey
- 2009: Wie das Leben so spielt – Nicol Paone als Lisa
- 2010: Gothic & Lolita Psycho – Rina Akiyama als Yuki
- 2012: Resident Evil: Damnation – Salli Saffioti als Ingrid 2
- 2012: Fairy Tail: Phoenix Priestess – Eri Kitamura als Aquarius
- 2012: Cherry – Dunkle Geheimnisse – Lorelei Lee als Sophey
- 2012: Solang ich lebe – Jab Tak Hai Jaan – Jasmin Jardot als Maria
- 2013: Blau ist eine warme Farbe – Virginie Morgny als PKill rof de français ‚Antigone‘
- 2013: Tekken: Blood Vengeance – Marie Elizabeth Glynn als Mokujin
- 2013: White Collar Hooligan 2: England Away – Ashley Nicole Anderson als Diane
- 2013: LEGO Batman – Der Film: Vereinigung der DC-Superhelden – Katherine von Till als Catwoman
- 2014: In Your Eyes – Liz Stauber als Diane
- 2015: Drunk Wedding – Victoria Gold als Elissa
- 2015: Pixies – Animationsfilm – Summer o’Reilly als Daisy
- 2016: Die Besucher – Sturm auf die Bastille – Véronique Boulanger als Élise
- 2016: Cabin Fever: The New Outbreak – Michelle Damis als Harmonica Girl
- 2016: Durarara!!: Frieden im ganzen Land – Sanae Kobayashi als Namie Yagiri
- 2017: Der Kult – Die Toten kommen wieder – Amber Friends als Sam
- 2017: Ein Kuss von Béatrice – Audry Dana als Klinikleiterin
- 2017: Locked In – Shannon Cogan als Sarah Jefferson
- 2017: The Comedian – Kelly Mac Crann als Frankie
- 2017: Wir gehören nicht hierher – Molly Shannon als Deborah
- 2018: Air Strike – Yongli Che als Yagou
- 2018: Episode One: Der geschrumpfte Meisterdetektiv (Detektiv Conan) – Hiroshi Agasa als Aiko
- 2019: Der wunderbare Mr. Rogers – Carmen Cusack als Margy
- 2019: Bailey – Ein Hund kehrt zurück – Victoria Sanchez als Andi
- 2019: Brightburn: Son of Darkness – Becky Wahlstrom als Erica
- 2019: Einsam Zweisam – Jeanne Arene als Lucie
- 2019: Escape Room – Deborah Ann Woll als Amanda Harper
- 2020: The Grudge – Stephanie Sy als Yoko
- 2020: Der geheime Garten – Isis Davis als Martha
- 2021: She Dies Tomorrow – Jennifer Kim als Tilly
- 2020: Swoon – Feuer und Flamme – Helena Af Sandeberg als Nadescha Nilsson
- 2020: The Bravest – Zi Yang als Wang Lu
- 2020: Da 5 Bloods – Tien Luu als Y. Lan
- 2020: Mara – Die rechte Hand des Teufels – Aleksandra Revenko als Mara
- 2021: Ida Red – Deborah Ann Woll als Jeanie Walker
- 2021: Finding You – Dairíne Ní Dhonnchú als Belinda
- 2021: A Hero – Die verlorene Ehre des Herrn Soltani – Parisa Khajehdehi als Mrs Marvasti
- 2021: Mara – Die rechte Hand des Teufels – Aleksandra Revenko als Mara
- 2021: Death Valley – The Mission has gone to Hell – Jacqueline Ninaber als Rachel
- 2021: Dangerous – Leanne Lapp als Whymper
- 2021: Abenteuer ‘Ohana – Mapuana Makia als Schwester Tina
- 2021: My Hero Academia: World Heroes’ Mission – Youko Honna als Clair Voyance
- 2022: Not Okay – Negin Farsad als Susan

### Serien
- 2002: Detektiv Conan, Folge 1: Die tödliche Perlenkette – Aiko
- 2003–2004: Digimon Frontier – Sawa Ishige als Izumi „Zoe“ Orimoto
- 2004–2019: Winx Club – Morgan Decker als Tecna
- 2005: Charmed – Zauberhafte Hexen – Annie Wersching als Demonatrix Two
- 2006: Rebelde Way – Leb dein Leben – Jazmín Varela als Luján Linares
- 2006–2007: Gilgamesh – Chie Nakamura als Kiyoko Madoka
- 2006–2008: Yu-Gi-Oh! GX – Eri Sendai als Blair Flannigan
- 2007: Magister Negi Magi – Ryoko Shiraishi als Kaede Nagase
- 2008: Ghost Whisperer – Stimmen aus dem Jenseits – T Lopez als Thea
- 2008: Devil May Cry – Fumiko Orikasa als Lady
- 2008–2014: Star Wars: The Clone Wars – Jameelah McMillan als Königin Neeyutnee
- 2009: Prison Break – Crystal Allen als Tia
- 2009–2015: True Blood – Deborah Ann Woll als Jessica Hamby
- 2012–2014: Revenge – Ashley Madekwe als Ashley Davenport
- 2012–2014: Yu-Gi-Oh! Zexal – Nami Miyahara als Kari Tsukumo
- 2014–2016: Mr Selfridge – Amy Morgan als Grace Calthorpe
- 2015–2018: Marvel’s Daredevil – Deborah Ann Woll als Karen Page
- 2015–2019: Mr. Robot – Stephanie Corneliussen als Joanna Wellick
- 2015–2016: Velvet – Cecilia Freire als Rita
- 2016: Charlotte – Miyuki Sawashiro als Sara Shane
- 2016–2018: Love – Briga Heelan als Heidi McAuliffe
- 2016–2017: Die Welt der Winx – Saskia Maarleveld als Tecna
- 2016–2017: Outcast – Wrenn Schmidt als Megan Holter
- 2017: Grey’s Anatomy – Marika Domińczyk als Dr. Eliza Minnick
- 2017–2019: Hunter × Hunter – Miyuki Sawashiro als Kurapika
- 2018–2019: Marvel’s Cloak & Dagger – Emma Lahana als Detective Brigid O’Reilly / Mayhem
- 2018–2023: Manifest – Susan Pourfar als Erika
- 2020: Wenn die Stille einkehrt – Julie Agnete Vang als Camilla
- 2021: Jupiter’s Legacy – Leslie Bibb als Grace Kennedy-Sampson / Lady Liberty
- 2021: The Silent Sea – Doona Bae als Dr. Hong Ga-young
- 2022: LEGO Summer Star Wars Sommerurlaub – Yvette Nicole Brown als Colvett Valeria
- 2022: Spy × Family – Chihiro Ibuki als Oberschwester (Folge 11)
- 2022–2023: Hotel Portofino – Lucy Akhurst als Julia Drummond-Ward
- 2023: Dr. Stone: New World – Maaya Sakamoto als Francois (Episoden: 02-05, 07)
- 2024: Ein Gentleman in Moskau – Anna Madeley als Erzählerin

### Dokumentationen
- 2001–2009: MTV: Made (Hauptkommentatorin)
- 2001–2008: MTV: Masters (Hauptkommentatorin)
- 2005: Sat 1: Hell’s Kitchen
- 2005–2010: Holly’s World (als Holly Hunter)
- 2006–2008: Stern TV: Look Styleguide
- 2006–2008: DMAX: Overhaulin’ (Hauptkommentatorin)
- 2007–2016: E! Entertainment: Keeping Up with the Kardashians (als Kim Kardashian)
- 2007–2011: E! Entertainment: E! Specials
- 2007: ZDF: Berlinale Specials
- 2008–2010: 3 Sat: Kulturzeit
- 2008: RBB: Stilbruch
- 2008–2010: ZDF: Aspekte
- 2008: Stern TV: Reingetappt (Hauptkommentatorin)
- 2009–2011: E! Entertainment: Kimora – Life in a Fab Lane (als Komora Lee Simmons)
- 2009–2011: E! Entertainment: Total Divas
- 2009–2010: Glitz: 9 by Design
- 2009–2018: E! Entertainment: The Girls Next Door
- 2011–2018: E! Entertainment: Made in Chelsea
- 2011–2017: E! Entertainment: Total Bellas
- 2011: Zeppeline, Fernsehproduktion Leipzig (Hauptkommentatorin)
- 2011: Segelflug, Fernsehproduktion Leipzig (Hauptkommentatorin)
- 2011: Elly Beinhorn und ihre Me-108 „Taifun“,[11] Fernsehproduktion Leipzig (Hauptkommentatorin)
- 2013–2018: E! Entertainment: Celebrity Style Stories
- 2013: E! Entertainment: True Hollywood Story
- 2016: Sport1: Texas Flip ’n Move
- 2016–2017: E! Entertainment: WAGS Miami
- 2016: RTL2: Die Vice Reports (Hauptkommentatorin)
- 2016: Ufa X: Tahrib – Die unendliche Reise[12]
- 2016: E! Entertainment: Rob und Chyna
- 2016: Netflix: Mars
- 2017: Weltkino: Kedi – Von Katzen und Menschen
- 2018: TLC: Haus-Makeover in Las Vegas
- 2019: Netflix: Abstract – Design als Kunst
- 2019: Netflix: The Goop Lap with Gwyneth Paltrow[13]
- 2019: National Geographic: Global Citizen Activate
- 2019: Netflix: Next in Fashion
- 2019: Netflix: Sexual Healing
- 2019: HGTV: Web of Lies
- 2019: HGTV Canada: Mediterranean Life
- 2019: HGTV Canada: Tiny Houses / Big Living
- 2019: HGTV Canada: Vintage Flip
- 2020: Arte: Tina Turner – One of the living[14] – als Kristina Love
- 2020: Disney+: Triff die Schimpansen[15]
- 2020: TLC: I am Jazz
- 2020: Joyn: Tiny House Hunters
- 2020: Joyn: Mountain Mamas
- seit 2020: Disney+: Inside Pixar[16] (Serie)

## Games
- 2004: Die Sims 2
- 2005: Guild Wars
- 2006: The Legend of Spyro: A New Beginning, Rolle: Cynder
- 2007: Der goldene Kompass, Rolle: Serafina Pekkala
- 2007: The Legend of Spyro: The Eternal Night, Rolle: Cynder
- 2008: The Legend of Spyro: Dawn of the Dragon, Rolle: Cynder
- 2008: The Witcher (Enhanced Edition), Rolle: Tris Merrigold
- 2009: Halo Wars
- 2010: Final Fantasy XIV, Rolle: Minfilia Warde
- 2011: Dragon Age 2
- 2011: Hard Reset, Rolle: CEO
- 2011: The Elder Scrolls V: Skyrim, Rolle: Female Nord
- 2012: The Elder Scrolls V: Skyrim – Dragonborn (DLC), Rolle: Female Nord
- 2013: Aliens: Colonial Marines
- 2013: Remember Me
- 2014: Lego Movie, Rolle: Girl pink
- 2015: Assassin’s Creed Syndicate
- 2017: Echo, Rolle: En
- 2017: Hounds
- 2017: Hogan, Rolle: Serina
- 2018: Moss
- 2020: Cyberpunk 2077, Rolle: T-Bug
- 2021: Back 4 Blood, Rolle: Doc
- 2021: Forza Horizon 5, Rolle: DJ Amy Pulse
- 2021: Dying Light 2: Stay Human, Rolle: Lawan
- 2022: World of Warcraft – Dragonflight, Rolle: Soridormi, Scout Tomul
- 2023: Mission 1929, Rolle: Eva
- 2023: Hogwarts Legacy, Rolle: Helen Thistlewood

## Filmografie
- 1999: Marietta/Ein Mann von vierzig Jahren, Multimedia-Produktion/Novel in Progress (ZDF aspekte.online)
- 1999: Ibsen, Rolle: Nora, Regie: Jan Peter Gehrckens (NDR/Arte)
- 2003: Fremder Freund, Rolle: Karla, Regie: Elmar Fischer
- 2004: K11 – Kommissare im Einsatz, Staffel 1, Episode 122: Tödlicher Kinderwunsch, Rolle: Annabel Siebert, Regie: René Wolter (Sat.1)
- 2004: Einsatz täglich – Polizisten ermitteln, Folge: Terror aus Liebe, Rolle: Mara Löbel, Regie: Hartwig van der Neut (ZDF)
- 2006: Gute Zeiten, schlechte Zeiten, Rolle: Ariane Mattner, Regie: Franziska Hörisch